# ココ山岡
株式会社ココ山岡宝飾店（ここやまおかほうしょくてん）は、1967（昭和42）年、神奈川県横浜市元町において設立された貴金属・宝石類の販売店。その後日本国内にチェーン展開していたダイヤモンドの販売店で、いわゆる買戻商法を全国的に展開した同店は、1997（平成9）年、突然横浜地方裁判所から破産宣告を受けて倒産した。
1967年（昭和42年）設立。当初は一般的な宝飾店であった。元町本店から事業拡大につれて北海道から沖縄まで全国各地の繁華街やショッピングビルの中に出店していった。しかしその後、ダイヤモンドを購入時と同額で5年後買い戻すという『5年後買い戻し商法』（後述）を展開するようになった。

## 販売方法
販売方法にはマニュアルがあり、独身男性をターゲットとしていた。店前改札前や1階のエスカレーター前などを通行人（主として独身男性）が通ると、カウンター内の店員（主として女性）が通行人に呼びかける。「お客様、お客様」と呼び込みではなく、大事な用件があるような声のかけ方をする。振り向かない通行人にはさらに「すいません！お客様！」と声を何度もかける。
自分に用事があるかと感じ立ち止まった通行人には、デザインアンケートと称して写真に写された数点のダイヤモンドネックレスを提示し、どのデザインが優れているか選ばせた上で、その実物を持って来て安物のダイヤモンドをあたかも「高級ダイヤモンド」であるかのように説明し、高額で販売していたとされる。
また、モニター制度と称して普段から装着することで知名度を高めてもらおうと、特別価格と称して販売していたこともあった。
この販売手法を考案したのは、当時専務の本間夏樹と宝石卸売商の原義邦だった。

## 宣伝
全国的な知名度を高めるとともに購買者に信頼感を与え販売に活かすため、積極的にクイズ等の視聴者参加型テレビ番組の賞品を提供していった。テレビ朝日の『100万円クイズハンター』や、フジテレビ系の『志村けんのだいじょうぶだぁ』、『とんねるずのみなさんのおかげです』における賞品提供を行っていた。このため、ココ山岡の知名度は大きく、詐欺事件に発展した際には大きな衝撃をもたらした。
「あなたのハート、好きです」というキャッチコピーを使用していた時期もある。

## 5年後買い戻し商法
販売にあたっては購入の決断を促すために、婚約指輪へのリフォームや一定期間後にその時点での販売価格で買い戻すという特約をつけて将来投資要素を強調していた。この特約が購入者にとって成り立つためには価格が上がることが前提であったが、実際には販売当時は円高が進行していた時期であり、不況の影響も相まって相場が下がり続けていた。また、ココ山岡のダイヤモンド鑑定書は独自のものであり、意図的に鑑定価格を吊り上げていたものであったため、世間の鑑定とは大きな開きがあった。特約は当初機能していたが、やがて売上よりも買い戻しが上回るようになった。

## 経営破綻
ココ山岡は債務超過に陥り、1997年（平成9年）1月9日に自己破産を申し立て、翌日に破産宣告が下り、全店舗（98店舗）が閉鎖された。この際の負債総額は、約526億円であった。この後、買い戻しが出来なかった消費者は質屋に持ち込んだが、先述の理由で価値の低いダイヤモンドであることが判明し、加えて人によっては多額のローンも残るという事態を引き起こした。
ココ山岡は経営難であることを認識しながら、買い戻し特約付でダイヤモンド販売を行なっていたことが詐欺罪にあたるとして、捜索を受けた。
なお、破産手続は2007年2月19日付で終結している。

## 刑事裁判

### 一審（横浜地方裁判所）
- 元副会長　懲役5年6ヶ月実刑（控訴せず判決確定）
- 元社長（詐欺罪と特別背任罪）、懲役2年実刑（控訴）
- 関連会社社長、懲役3年実刑（控訴）

### 二審（東京高等裁判所）
- 元社長 懲役1年6ヶ月実刑（控訴せず判決確定）
- 関連会社社長 懲役3年実刑（上告）

### 三審（最高裁第3小法廷）
- 関連会社社長、懲役3年実刑（確定）

## 民事裁判
全国各地域で弁護団が結成され、10,000人近い被害者が、クレジット未払金の債務不存在確認と既払い金の返還を求めて信販会社などを提訴した。2000年11月、原告らの未払金債務の全部免除と、弁護団が信販会社から約25億円（既払い金の約4割）の返還を受けて、全国の原告に統一基準で分配するという内容で和解が成立した。